# Marshall (Minnesota)
Pour les articles homonymes, voir Marshall.
La ville américaine de Marshall est le siège du comté de Lyon, dans l’État du Minnesota. Lors du recensement de 2010, sa population s’élevait à 13 680 habitants.

## Source
- (en) Cet article est partiellement ou en totalité issu de l’article de Wikipédia en anglais intitulé « Marshall, Minnesota » (voir la liste des auteurs).